# Jak X
Jak X (Originaltitel: Jak X: Combat Racing) ist ein Rennspiel-Spiel von Naughty Dog. Das Spiel 2005 für die PlayStation 2. Es ist ein Spiel der Jak-and-Daxter-Reihe.

## Handlung
Nachdem Jak und seine Freunde erfolgreich ihre Abenteuer überstanden haben, kommt eine Einladung zur Testamentseröffnung von Krew. Er war ein Mann, der für Geld alles getan hat, beziehungsweise tun ließ. In Kras-City, dem Handlungsort, treffen sie auf seine Tochter, die sie bewirtet. In einem holografischen Auftritt verkündet er, dass die Meisterschaft von Kras-City ansteht und die versammelte Mannschaft für ihn teilnehmen und siegen soll. Nachdem sie freiwillig niemals für Krew fahren würden, hat er den gereichten Wein vergiftet. Das Gegenmittel bekommen sie nur für den Meisterschaftspokal. Im Laufe des Spiels gibt es, wie in den Vorgängern, einige Zwischensequenzen, die die Handlung vorantreiben.

## Spielprinzip
In Jak X steuert der Spieler Charaktere aus der „Jak and Daxter“-Universum, die alle in anpassbaren Fahrzeugen im Dünenbuggy-Stil Rennen fahren. Jak, der Hauptcharakter der Serie, ist der einzige spielbare Charakter im Abenteuermodus und muss in der Geschichte des Spiels an einer Reihe von Eco-Cup-Meisterschaften teilnehmen, um ein Gegenmittel gegen ein Gift zu erhalten, das er und seine Kameraden konsumiert haben. Jak kann auch an verschiedenen Veranstaltungen der Meisterschaften teilnehmen, um Medaillenpunkte zu sammeln und in den Rängen aufzusteigen. Das Hauptereignis des Spiels ist das Rundstreckenrennen, bei dem Jak eine Reihe von Runden auf einer Strecke absolvieren und dabei dem Zorn der anderen Rennfahrer entgehen muss. Der Spieler kann die Fahrzeuge der Rennfahrer zerstören, indem er Yellow- und Red-Eco-Waffen aufsammelt. Grünes und blaues Eco können ebenfalls aufgenommen werden und dienen als Gesundheitswiederherstellung bzw. Turbo. Das Verursachen und Erleiden von Schaden führt dazu, dass sich eine Dark Eco-Anzeige füllt. Sobald sie voll ist, dazu führt, dass Waffen stärker werden. Wenn man die Spielstände von den ersten drei „Jak and Daxter“-Spielen und Ratchet: Gladiator hat, schaltet man extra Boni frei, wie z. B. neue Charaktere. Für die PlayStation-4-Portierung braucht man die Spielstände von der ersten drei Jak-and-Daxter-Spiele, Uncharted: The Nathan Drake Collection und Ratchet & Clank.

## Entwicklung
Während sich Jak 3 noch in Entwicklung befand, wurde auch die Entwicklung von Jak X begonnen. Das Unternehmen wollte die Fahrzeug-Aspekte von Jak 3 im Spiel verbessern und erweitern. Der Soundtrack für das Spiel wurde von Musikern verschiedener Rock- und Metal-Bands aufgenommen, darunter A Perfect Circle, The Crystal Method, Faith No More und Tool. Das Intro des Spiels enthält Lieder aus dem Album Songs for the Deaf von Queens of the Stone Age.

## Rezeption
Jak X erhielt überwiegend positive Kritiken. Laut Metacritic bekam das Spiel eine Punktzahl von 76/100. GameSpot bewertete das Spiel mit 7,9/10, lobte die Grafik und das Online-Multiplayer-System des Spiels und kritisierte gleichzeitig die Schwierigkeit des Spiels. Eurogamer bewertete den Titel mit 7/10 und lobte das Geschwindigkeitsgefühl des Spiels, der Vielfalt der verschiedenen Modi und der Online-Modus. IGN war der Meinung, dass das Spiel „ein schön präsentiertes, vielseitiges Rennspiel“ („Jak X is a nicely presented, well-rounded combat racer.“) sei, das von einer starken Handlung und mehreren Spielmodi profitierte, die es zu einem guten Preis-Leistungs-Verhältnis machten. Es wurde eine Gesamtpunktzahl von 8/10 vergeben.